# Astyanax varii
Astyanax varii — вид харациноподібних риб родини харацинових (Characidae).

## Етимологія
Вид названо на честь американського іхтіолога Річарда Варі (1949—2016), за його дружбу, наставництво авторам таксона та видатний внесок у систематику прісноводних риб Південної Америки.

## Поширення
Ендемік Бразилії. Поширений у басейні річки Де Контас у штаті Баїя.

## Опис
Відрізняється від близьких видів трьома горизонтальними рядами лусочок від бічної лінії до тазового плавця та дистальним краєм третьої підочноямкової кістки, чітко відокремленим від вертикальних і горизонтальних кінцівок preopercle, залишаючи широку ділянку, не покриту поверхневими кістками. Крім того, вид відрізняється від більшості родичів наявністю кісткових гачків на всіх плавцях зрілих самців.